# Escola de jornalismo
Uma escola de jornalismo é uma instituição na qual se ensina a profissão jornalística, com suas técnicas e teorias aplicadas à prática.

## Histórico

### Mundo
A primeira escola de Jornalismo do mundo foi a Washington College, fundada na Virgínia pelo general estadunidense Robert E. Lee em 1869. Nas décadas seguintes, foram sendo criados cursos semelhantes em outras universidades dos EUA e da Europa. Na Inglaterra, a primeira a ter uma escola de jornalismo foi a Universidade de Londres, a partir de 1920.
Atualmente, algumas das mais conceituadas escolas de jornalismo na América do Norte são a Columbia University Graduate School of Journalism, a E.W. Scripps School of Journalism, Berkeley Graduate School of Journalism (Universidade da Califórnia) e a Medill School of Journalism. Na Europa, existe a faculdade de jornalismo construída em parceria com a Universidade Autônoma de Madri e o jornal El País.

### Brasil
A primeira escola de Jornalismo criada no Brasil foi a Faculdade de Comunicação Social Cásper Líbero fundada em 1947 em São Paulo. Em 1949, profissionais, entidades e empresários ligados à área de Comunicação, em parceria com a Faculdade de Filosofia, integrante da Universidade Católica do Rio Grande do Sul, conceberam o primeiro curso de Jornalismo do Sul do país, hoje integrante da Escola de Comunicação, Artes e Design da PUCRS.  O curso de jornalismo da universidade Federal de Juiz de Fora teve sua autorização em janeiro de 1958, com o início de suas atividades no final daquele ano. Em 1969, o curso foi transformado em Curso de comunicação Social e era oferecido na Faculdade de Direito. Em 1990, foi criada a Faculdade de Comunicação da UFJF.  Na década de 60 foram criados os cursos de jornalismo da Universidade Católica de Pernambuco em 1961 (o curso mais antigo em funcionamento no Norte e Nordeste), em 1962 o governo do Estado criara o primeiro curso de jornalismo do Rio Grande do Norte (um ano depois ganharia o nome de Faculdade Eloy de Souza e em 1974 fora incorporada à UFRN), Universidade de Brasília em 1966, do então Instituto de Ciências Humanas e Letras da Universidade Federal de Goiás em 1968 e da Universidade Federal do Ceará em 1969. Em 1969, também foi criado o curso de Comunicação Social da UFAM (Universidade Federal do Amazonas), logo depois desmembrado nas habilitações de Jornalismo e Relações Públicas. Outras escolas são a Escola de Comunicações e Artes (da USP), a Faculdade de Arquitetura, Artes e Comunicação da Universidade Estadual Paulista (Unesp), a Faculdades Integradas Hélio Alonso - FACHA  fundada em 1971 (primeira faculdade privada no Rio de Janeiro), a Escola de Comunicação da UFRJ (1968), o Centro de Comunicação e Letras (da Universidade Presbiteriana Mackenzie), o Departamento de Comunicação Social (da Universidade de Taubaté) o Instituto de Artes e Comunicação Social (da UFF), a Fabico (da UFRGS), o Centro de Comunicação (da UFSC), o Curso de Comunicação Social (da Universidade de Ribeirão Preto) fundado em 1974, a "Faculdade de Comunicação Social" da UERJ, o Curso de Jornalismo da UFMS fundado em 1989, a Faculdade de Comunicação Social (da Pontifícia Universidade Católica do Rio de Janeiro PUC-Rio), a Faculdade de Filosofia, Comunicação, Letras e Artes da Pontifícia Universidade Católica de São Paulo e a Faculdade de Comunicação Social da ESAMC. Em 2009 teve início a primeira turma do curso de Comunicação Social - habilitação em Jornalismo da Universidade Federal de Uberlândia. 
No Brasil, desde o dia 17 de junho de 2009, o curso superior em Jornalismo não é obrigatório para o exercício da profissão. Existem atualmente, 2009, cerca de 470 escolas de Jornalismo distribuídas pelo país. Por elas são graduados quase 12.000 jornalistas anualmente.
A legislação brasileira especifica que, para ensinar Jornalismo, é obrigatório ser jornalista de profissão.

#### Currículo dos Cursos de Jornalismo no Brasil
De acordo com a Lei de Diretrizes e Bases da Educação no Brasil, o currículo dos cursos de Jornalismo deve incluir, pelo menos, as seguintes disciplinas:
- Realidade Socio-Econômica Brasileira
- História da Comunicação
- História do Jornalismo
- Técnica de Reportagem
- Técnica de Redação
- Diagramação
- Radiojornalismo
- Telejornalismo
- Jornal Laboratório
- Projeto Experimental em Jornalismo
- Ciberjornalismo

Desde 1999 não há Currículo Mínimo para os Cursos da área de Comunicação no Brasil. A partir do Seminário sobre as Diretrizes Curriculares realizado na PUC-Campinas, promovido pelo Fórum Nacional de Professores de Jornalismo e Federação Nacional dos Jornalistas as IES tem liberdade para organizar a estrutura curricular dos Cursos de Jornalismo, Relações Públicas, Publicidade/Propaganda, Cinema, Editoração e Rádio e TV.

#### Teoria x Prática
É comum, no ensino brasileiro de Jornalismo, o debate da teoria privilegiada em detrimento da prática, ou vice-versa. As críticas mais comuns são de que o ensino não é orientado para as demandas do mercado e que os acadêmicos da área não se adaptam às mudanças freqüentes da prática profissional. Por outro lado, também é freqüente o comentário de que a função da universidade é ser espaço para experimentações, e não para repetição de cânones preexistentes.
Muitos dos professores de Jornalismo nas universidades públicas brasileiras não são jornalistas por profissão, vindo de outras áreas de Ciências Humanas, como Sociologia, Filosofia, Lingüística, Economia e Direito.
A pesquisa brasileira em Comunicação é influenciada pela Semiologia de origem francesa e por correntes de pensamento como a Análise do Discurso. Já o ensino da técnica tem muita influência do jornalismo estadunidense dos anos 1940 a 1960, antes da tendência do New Journalism.

#### Especialização e Pós-Graduação
Algumas faculdades, como a PUC-SP e a Facha, oferecem diversas opções de especialização e pós-graduação lato sensu, como Jornalismo Econômico, Jornalismo Político, Jornalismo Internacional, Jornalismo Cultural e Jornalismo Esportivo, entre outros. Muitos destes cursos são procurados por jornalistas experientes que desejam fazer reciclagem profissional.
Outras universidades, como a UFRJ e a PUC-RS preferem investir na pós-graduação stricto sensu, ou seja, voltada para a pesquisa acadêmica, nos níveis mestrado e doutorado. Estas universidades têm alcançado níveis de excelência em seus programas de pós-graduação.
A Universidade Federal do Amazonas possui desde 2008 o Programa de Pós-Graduação em Ciências da Comunicação (PPGCCOM), o primeiro do Norte do Brasil. Em 2010, foi implantado o Programa de Pós-Graduação em Comunicação, Cultura e Amazônia, na Universidade Federal do Pará. Atualmente, esses dois programas são os únicos da Região Norte do Brasil na área de Comunicação.
Em 2007 a Universidade Federal de Santa Catarina iniciou seu programa de Mestrado em Jornalismo. As linhas de pesquisa propostas são Fundamentos do Jornalismo e Processos e Produtos Jornalísticos. Entre os professores do programa estão Eduardo Meditsch, Daisi Vogel, Elias Machado, Francisco Karam, Gislene Silva, Jorge Ijuim, Mauro Silveira, Orlando Tambosi, Raquel Longhi e Tattiana Teixeira. A primeira turma iniciou as defesas em agosto de 2009. Em 2013, a UFSC implanta o primeiro Doutorado em Jornalismo do país, passando a agregar, também, outros professores como Rogério Christofoletti, Valci Zuculoto, Antonio Brasil, Rita Paulino, Flavia Guidotti, Stefanie Carlan da Silveira, Samuel Pantoja Lima e Cárlida Emerim.

## Associações de Professores e Pesquisadores de Jornalismo
- «Fórum Nacional de Professores de Jornalismo»
- «Associação Brasileira de Pesquisadores em Jornalismo»